# 南美伊林油鯰
南美伊林油鯰為輻鰭魚綱鯰形目長鬚鯰科伊林油鯰屬的其中一種，分布於南美洲巴拉那河流域，體長可達29.7公分，棲息在河川底部，屬肉食性，生活習性不明。

## 擴展閱讀
維基物種上的相關：南美伊林油鯰